# خاکریز (عملیات خاکی)

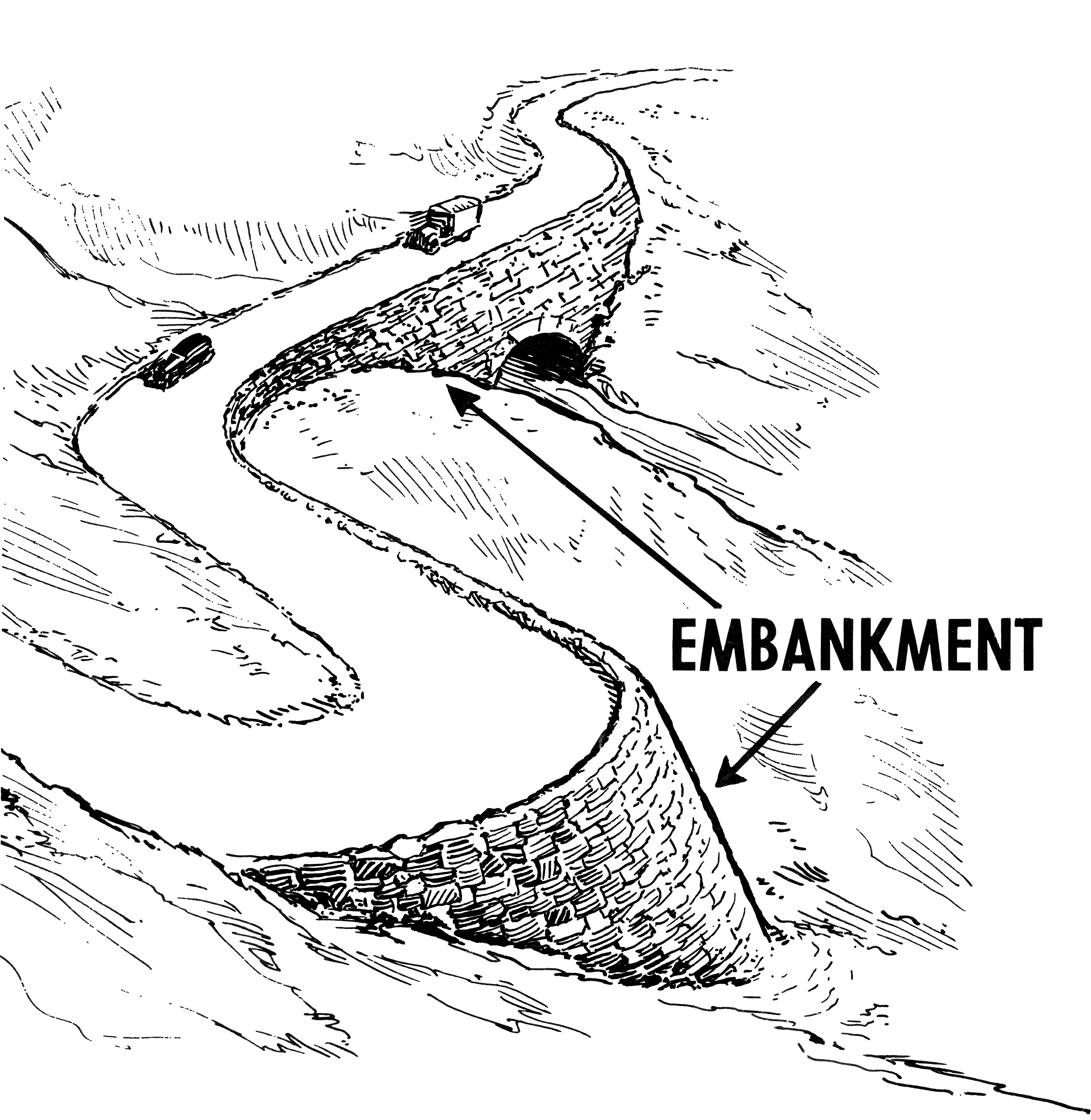
نمایی که یک خاکریز را نشان می‌دهد.

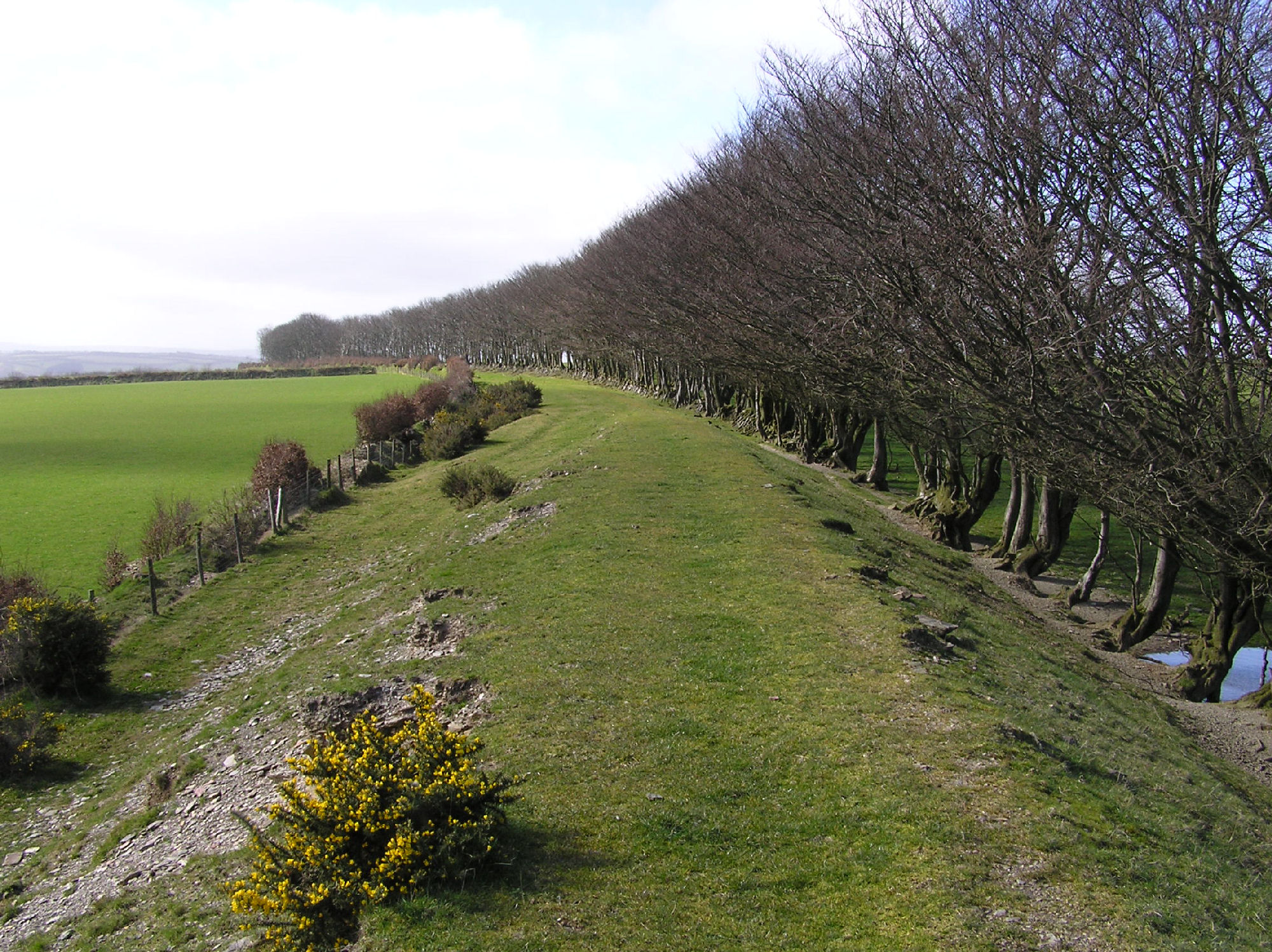
خاکریزی قدیمی در زیر راه‌آهن تعطیل‌شده در بریتانیا

خاکریز در راه‌سازی و عملیات خاکی به سطحی از خاک فشرده و بلندتر از زمین گفته می‌شود که معمولاً راه بر روی آن ساخته می‌شود.
در علم نظامی خاک‌ریز سپری است که معمولاً در جبهه‌های نبرد میان نیروهای خودی و دشمن به‌وسیله خاک به وجود می‌آید.

## انواع خاک‌ریزهای جنگی
ازنظر حفر:
خاک ریز نقبی
خاک ریز لانه روباهی
خاک ریز تپه ای
از نظر شکل هندسی:
خاکریز قوسی
خاک ریز موازی
خاک ریز گرد.